# Jason Cipolla
Jason Cipolla (* 30. Dezember 1972 in Toronto, Ontario) ist ein ehemaliger kanadischer Eishockeyspieler, der unter anderem für die Iserlohn Roosters und Hannover Scorpions in der Deutschen Eishockey Liga (DEL) spielte.

## Karriere
Cipolla begann seine Karriere 1991 im Universitätsteam der Yale University in der National Collegiate Athletic Association. Hier konnte er seine Punkteausbeute von Jahr zu Jahr steigern und wurde in seiner vierten und letzten Saison Topscorer seines Teams.
1995 bestritt der Linksschütze sein erstes Profispiel für die St. John’s Maple Leafs in der American Hockey League, bei denen er bis 1997 blieb. In dieser Zeit war er auch für die South Carolina Stingrays in der East Coast Hockey League aktiv. Seine nächsten Stationen waren für jeweils zwei Jahre die Milwaukee Admirals aus der International Hockey League und die Rochester Americans. In der Saison 2001/02 spielte Cipolla für die Manitoba Moose.
Zur nächsten Spielzeit wechselte er nach Europa und begann diese in der finnischen SM-liiga bei Lukko Rauma. Anfang 2003 folgte der Wechsel in die Deutsche Eishockey Liga zu den Iserlohn Roosters. Hier blieb er auch in der Saison 2003/04, bevor er im nächsten Jahr bei den Hannover Scorpions einen Vertrag unterschrieb. 2006 beendete Cipolla seine Karriere als Spieler.
Ab der Saison 2007/08 war Cipolla als Assistenztrainer der Rochester Americans tätig. Zur Spielzeit 2011/12 wurde er in derselben Position von den San Antonio Rampage verpflichtet. In der Saison 2013/14 unterstützte er das Trainerteam der Florida Panthers in der NHL als Video-Coach. Anschließend zog er sich aus dem Eishockey-Geschäft zurück, um sich mit einem Online-Shop selbstständig zu machen.

## Erfolge und Auszeichnungen
- 1992 Ivy-League-Meisterschaft mit Yale University
- 1997 Kelly-Cup-Gewinn mit den South Carolina Stingrays

## Karrierestatistik
(Legende zur Spielerstatistik: Sp oder GP = absolvierte Spiele; T oder G = erzielte Tore; V oder A = erzielte Assists; Pkt oder Pts = erzielte Scorerpunkte; SM oder PIM = erhaltene Strafminuten; +/− = Plus/Minus-Bilanz; PP = erzielte Überzahltore; SH = erzielte Unterzahltore; GW = erzielte Siegtore; 1 Play-downs/Relegation; Kursiv: Statistik nicht vollständig)